# Museo civico archeologico del Pulo
Il Museo civico archeologico del Pulo di Molfetta è ospitato nella Casina Cappeluti, edificio degli inizi del XIX secolo, restaurato negli ultimi anni.
Ospita diversi reperti provenienti dai vari scavi archeologici, effettuati a partire dal 1997 nel villaggio neolitico del Fondo Azzollini e nel vicino Pulo.
Nei due piani dell'edificio e sono inoltre presenti, al piano terra, il laboratorio di archeologia, il deposito attrezzato per i reperti archeologici e una saletta, destinata a incontri, riunioni e attività promozionali e laboratoriali.
La collezione comprende una selezione di ceramiche, industrie litiche e frammenti delle capanne, risalenti al Neolitico e all'Età del bronzo, corredate da didascalie, immagini e ricostruzioni. Sono inoltre presenti alcuni contenitori in ceramica delle locali fabbriche settecentesche, che rimandano al periodo in cui la dolina era utilizzata come cava di salnitro.